# Halichaetonotus paradoxus
Halichaetonotus paradoxus är en djurart som tillhör fylumet bukhårsdjur, och som först beskrevs av Adolf Remane 1927.  Halichaetonotus paradoxus ingår i släktet Halichaetonotus och familjen Chaetonotidae. Arten är reproducerande i Sverige. Inga underarter finns listade i Catalogue of Life.